# Zukisa Tshiqi
Zukisa Laurah Lumka Tshiqi (sinh ngày 11 tháng 1 năm 1961) là thẩm phán của Tòa phúc thẩm Tối cao Nam Phi và từng là thẩm phán diễn xuất tại Tòa án Hiến pháp của đất nước.

## Tuổi thơ
Tshiqi sinh ra ở Qingana, Đông Cape năm 1961. Bà đã nhận được B Proc từ Đại học Witwatersrand và bằng cấp cao về luật lao động từ Đại học Rand Afrikaans. Sau đó bà hành nghề luật sư.

## Sự nghiệp tư pháp
Tshiqi đã trở thành một thẩm phán diễn xuất của Tòa án tối cao South Gauteng vào năm 2003 và được bổ nhiệm vĩnh viễn vào năm 2005. Bà được thăng lên Tòa án phúc thẩm tối cao năm 2009 và phục vụ Tòa án Hiến pháp năm 2014-15 với tư cách là một thẩm phán diễn xuất. Sau đó, bà đã nộp đơn cho một vị trí thường trực trên Tòa án Hiến pháp nhưng thường được các nhà bình luận coi là một ứng cử viên nghèo. Nonkosi Mhlantla cuối cùng đã được trao vị trí này.